# Hoover Orsi
Hoover Orsi Pereira Martins, chamado também de Hoover Orsi ou Hoover Martins (Campo Grande, 16 de maio de 1978), é um automobilista brasileiro, que corre pela Stock Car. 
Já foi campeão campeão da Toyota Atlantic e retornou ao Brasil em 2004, para disputar a Stock Car, onde venceu quatro provas.
Em 2009 ficou fora das sete primeiras etapas da categoria, mas retornou na etapa de Campo Grande, ao lado de Pedro Gomes, pela mesma equipe onde esteve em 2007 e 2008, a Amir Nasr.

## Melhores resultados
- Campeão Paulista Novato de kart em 1993;
- Campeão da Fórmula-3 Sul-Americana;
- Campeão da Fórmula Atlantic (EUA).

## Resultados na Stock Car
Corrida em negrito significa pole position; corrida em itálico significa volta mais rápida)
| Ano  | Equipe          | Carro           | 1       | 2      | 3      | 4      | 5       | 6      | 7       | 8       | 9       | 10      | 11      | 12      | Classificação | Pontos |
| ---- | --------------- | --------------- | ------- | ------ | ------ | ------ | ------- | ------ | ------- | ------- | ------- | ------- | ------- | ------- | ------------- | ------ |
| 2005 | NasrCastroneves | Chevrolet Astra | SAO Ret | CTB 18 | RIO 5  | SAO 1  | CTB 2   | LON 1  | BSB Ret | STC Ret | TAR 8   | ARG Ret | RIO 17  | SAO 1   | 3º            | 115    |
| 2006 | NasrCastroneves | Volkswagen Bora | SAO 2   | CTB 2  | CGD 3  | SAO 4  | LON 10  | CTB 7  | SCZ NP  | BSB 3   | TAR 21  | ARG 5   | RIO 3   | SAO Ret | 3°            | 248    |
| 2007 | Red Bull Racing | Volkswagen Bora | SAO 4   | CTB 19 | CGD 23 | SAO 9  | LON 28  | SCZ    | CTB 24  | BSB 1   | ARG 18  | TAR 14  | RIO 8   | SAO Ret | 10°           | 219    |
| 2008 | Red Bull Racing | Chevrolet Astra | SAO 10  | BSB 7  | CTB 16 | SCZ 16 | CGD Ret | SAO 10 | RIO Ret | LON 24  | CTB Ret | BSB 13  | TAR Ret | SAO 17  | 22°           | 24     |